# ليديا براتي
ليديا إيلينا براتي (بالإسبانية: Lidia Elena Prati)‏ ولدت سنة 1921 وتوفيت في عام 2008، هي رسامة أرجنتينية معروفة بتجريديتها الهندسية للوحاتها الفنية، خلال عقد 1940 كانت براتي واحدة من الأعضاء المؤسسين لرابطة Arte Concreto-Invención (حركة أو رابطة الفن) جنبا إلى جنب مع إينيو إيومي وكذلك توماس مالدونادو.

## النشأة
ولدت ليديا ايلينا براتي في ريسيستينسيا التابعة للأرجنتين في عام 1921. وفي عام 1942 أقامت أول معرض لها من نوعه في صالون بوسي (بالإسبانية: Peuser)‏ في بوينس آيرس.

## الحياة المهنية
في عام 1944، ساهمت براتي ولمرة واحدة في منشورات ارتورو، هذا المنشور قادها إلى مجموعة من الفنانين، بما في ذلك كارميلو أردن كوين، جيولا كوسيس، رود روثفوس، ويعتبر الآن من الحركات الفنية الأولى والهامة في الأرجنتين. كوين، كوسيس وروثفوس كانوا قد أسسوا في وقت لاحق فرقة مادي (بالإسبانية: Madí)‏، كما شاركهم في ذلك مجموعة من الفنانين الذين ساهموا بشكل مباشر أو غير مباشر في منشور ارتورو حيث شملت هذه الفرقة خواكين توريس غارسيا، بييت موندريان وكذلك فاسيلي كاندينسكي.
في عام 1945، استجاب إدغار بايلي لدعوة إحدى الفرق الأوروبية من أجل الانضمام لحركة invencionismo نفس هذه المجموعة من الفنانين، أصبحت في وقت لاحق رابطة وباتت تعرف باسم Arte Concreto-Invención. وفي آب/أغسطس من العام 1946 كانت براتي أحد الموقعين على بيان Inventionist الذي نشر في الطبعة الأولى من مجموعة مجلة النقد الفني (بالإسبانية: Art Concreto)‏ وفي هذه الفترة بالذات كانت لوحات بارتي خلال مجردة للغاية، هندسية، وملونة بشكل يثير الدهشة. والواقع أن كان لها تأثير رئيسي على جمالية أسلوب بييت موندريان. كما أنها جربت الرسم بطرق مختلفة على العديد من اللوحات، وفي عام 1950 شاركت في معرض Arte Concreto الذي أقيم في Instituto De Arte Moderno التابع لمدينة بوينس آيرس.
في عام 1952، سافرت براتي إلى أوروبا، وخلال تلك الفترة ربطت علاقة صداقة مع الفنان السويسري ماكس بيل والذي كان في وقت مبكر من ممارس الغناء الأوروبي، وفي عام 1952 انضمت براتي رسميا إلى Grupo de Artistas Modernos de la والذي هو عبارة عن مجموعة غنائية متعدد التخصصات في الحركة الفنية، وقد كان ذلك بناء على طلب من الشاعر الأرجنتيني ألدو بيليجريني. في عام 1952، عرضت براتي مع فريقها معرض بعنوان Grupo de Artistas Modernos de la Argentina والمنظم من طرف Viau Galería de Arte في بوينس آيرس.
في منتصف عقد 1950، تخلت براتي عن لوحة مهمة لها لصالح التصميم الجرافيكي، المجوهرات والمنسوجات.
في عام 1963، لم تشارك براتي في معرض بعنوان 20 Años de Arte Concreto (أو "20 عاما من خرسانة الفن") بل كانت أيضا من منظميه وكان الملصق الرئيسي للعرض يضم صورتها وقد تم تقديمه في بوينس آيرس تحديدا في متحف الفن الحديث.
في عام 1970، شاركت براتي في تأسيس مجلة Artinf مع كل من جيرمان ديربيك، سيلفيا دي امبروسيني، ثم أوديل بارون
.

## الوفاة
توفيت ليدي براتي في بوينس آيرس في عام 2008.

## أعمالها
يمكن العثور على أعمال براتي في عدد من المجموعات العامة والمتاحف بما في ذلك:
- متحف الفن الحديث[8]
- مؤسسة سيسنيروس للفن (CIFO)[9]
- MALBA[10]